# Rio Pinar, Florida
Rio Pinar är en ort (CDP) i Orange County, i delstaten Florida, USA. Enligt United States Census Bureau har orten en folkmängd på 5 211 invånare (2010) och en landarea på 5,6 km².